# Воинский поезд
Воинский поезд (англ. troop train)— специально выделенный и подготовленный поезд (группа вагонов во главе с локомотивом) для перемещения воинских эшелонов (войск (сил)) и материальных средств (вооружений, военной техники и других воинских грузов).
Каждый воинский поезд имеет присвоенный ему номер, например: Воинский поезд № 504.

## История
Быстрое и комфортное передвижение формирований вооружённых сил (ВС) очень важно для их боеспособности и является одним из решающих факторов победы над врагом. Ранее войско передвигалось пешком, верхом и на водном транспорте.
С появлением железнодорожного транспорта воинские формирования стали перемещаться с его помощью. С  24 по 27 августа 1848 года впервые в мире был использован железнодорожный транспорт для переброски войск, из Петербурга в Колпино по железной дороге Санкт-Петербург — Москва, были перевезены три полка 1-й гренадерской дивизии в количестве 7 500 человек, следовавшие в Новгород по окончании лагерного сбора. Это была первая в мире крупная перевозка войск на расстояние 650 километров, для которой потребовалось 9 воинских поездов по 14 — 19 вагонов в каждом.
В Российской Империи воинский поезд составлял[когда?] нормальный[какой?] железнодорожный состав в 35 вагонов (1-го или 2-го класса), то есть всего 70 — 71[уточнить] ось, с одним паровозом и тендером. Так[как?], военнослужащим, отправлявшимся[когда?] на санаторно-курортное лечение из Санкт-Петербурга на Старорусскую военно-санитарную станцию, предоставлялся особый воинский поезд.
Позже[когда?], для усиления провозоспособности русских железных дорог в военном отношении, стали принимать меры для увеличения железнодорожного состава до 50 вагонов, для чего стали удлинять пути на железнодорожных станциях, тем самым увеличивая ёмкость станционных путей.
Воинский поезд составлялся[когда?] из обыкновенных товарных вагонов, с ручными тормозами. В 1875 году в России создан Нормальный товарный вагон (НТВ), в просторечии — «теплушка», как основной тип вагона на российских железных дорогах он предполагал конструктивную возможность для его быстрого переоборудования в случае массовой перевозки людей в связи с крайней надобностью (то есть прежде всего для переброски войск Русской армии). Для этого вагон оборудовался 2-х или 3-ярусными нарами, для перевозки личного состава формирований (40 человек) или деревянные перегородки для перевозки лошадей (8 животных), утеплялся изнутри деревянными щитами, в загрузочные бортовые люки вставлялись рамы со стёклами, утеплялись двери, в центре ставилась печка-«буржуйка», в дверной проём вставлялся поперечный брус для предохранения от выпадения людей при раскачивании вагона во время движения. Для перевозки конного состава формирований сооружались стойла по 4 в каждой из половин вагона. Часто полное (по проекту) переоборудование вагона не производилось из-за недостатка времени или материалов. Стандартная вместимость теплушки на базе НТВ — 40 человек или 8 лошадей (или 20 человек и 4 лошади).
Повозки, имущество, продовольственные и боевые припасы грузились[когда?] на открытые платформы, в зависимости от состава воинского эшелона (команды). По железным дорогам России воинские поезда следовали[когда?] по особому воинскому графику, во время остановок они обычно ставились на запасных путях железнодорожных станций, чтобы не мешать скорому пассажирскому движению, а для погрузки и выгрузки на больших железнодорожных станциях — к военным платформам.
Так[как?], во время японской войны 1905 года Русской армией было использовано 5 227 воинских поездов, а уже во время Первой мировой войны — 119 362.
В советский период России, согласно плану воинских перевозок для перевозки воинских эшелонов (воинских команд) также назначались воинские поезда.
Вес воинского поезда, следующего в пределах одной железной дороги НКПС, должен был[когда?] соответствовать полной весовой норме, принятой на данной железной дороге по графику движения поездов. Если эта весовая норма не обеспечивалась весом вагонов, занятых воинскими эшелонами (воинскими командами), то доведение веса такого поезда до полной весовой нормы производилось прицепкой к нему вагонов с коммерческим грузом или следующих порожняком. В таких случаях группа вагонов, занятая воинскими эшелонами (воинскими командами), именуется ядром воинского поезда, а группа прицепленных вагонов — прицепной частью; последняя должна была ставиться в голову или в хвост состава без нарушения основного ядра воинского поезда и с выполнением указаний ПТЭ[кого?]. Не допускалось ставить в голову воинского поезда платформы с брёвнами, балками и другим навалочным грузом. Прицепки и отцепки допускались только на станциях, имеющих достаточную стоянку, без нарушения графика движения поездов. Для установки ядра воинского поезда против погрузочно-разгрузочных устройств прицепная часть размещается так, чтобы середина ядра всегда находилась против середины погрузочно-разгрузочного моста.
Движение воинских поездов осуществлялось[когда?] либо по специально предусмотренным для них графикам, либо по расписаниям наиболее выгодно согласованных между собой товарных поездов. Воинские поезда, предназначенные для перевозки воинских эшелонов (воинских команд), составлялись[когда?] на основании особой инструкции по формированию воинского поезда, согласно установленной для них схеме.
В 1927 году в соответствии с военной реформой, в стрелковых войсках РККА, в связи с изменениями в организационно-штатной структуре (ОШС) типовой стрелковой дивизии (сд) число поездов для её переброски по железной дороге сокращено с 36 до 27 единиц.
Приказ НКО СССР № 0287, от 21 апреля 1943 года
«Об улучшении движения воинских поездов по направлениям:
Ртищево — Лиски — Купянск, Кочетовка — Грязи — Лиски — Миллерово,
Ожерелье — Елец — Касторная — Валуйки и Воронеж — Касторная — Курск»
Во исполнение Постановления Государственного Комитета Обороны Союза ССР от 10 апреля 1943 года № 3160с приказываю:

1. Начальникам военных сообщений Центрального, Воронежского и Юго-Западного фронтов, начальникам передвижения войск на железных дорогах им. Дзержинского, Московско-Донбасской и Юго-Восточной установить контроль за развитием пропускной способности и выполнением размеров движения на участках, перечисленных Постановлением ГОКО и приказом НКПС № 312/Ц от 11 апреля 1943 года.

2. Формирование воинских транспортов производить в соответствии с планом формирования поездов, обеспечивающим разгрузку от сортировочной работы станций: Валуйки, Елец, Поворино, Лиски, Грязи, Узловая, Касторная, Купянск. Для формирования поездов использовать станции: Лосиноостровская, Ховрино, Подмосковная, Саратов, Пенза, Всполье, Батраки, Дёма.

3. Со станций Киров, Вологда, Горький, Юдино, Рузаевка, Батраки, Пенза, Ртищево, Всполье, Кочетовка, Московский узел выпускать прямые по назначению полновесные военно-снабженческие поезда. Обеспечение формирования прямых полновесных поездов вменить в личную обязанность ЗКУ и ЗК этих станций и станций восточных районов железных дорог сети.

4. Запретить переадресовку всех грузов на станциях: Лиски, Валуйки, Елец, Касторная и Алексеевка[уточнить]. Транспорты, включённые в прямой военно-снабженческий поезд, переадресовкам также не подлежат.

5. Особо срочные воинские транспорты отправлять ускоренными воинско-товарными поездами, введёнными НКПС на направлениях: Москва — Тула — Горбачево[уточнить] — Волово — Елец, Москва — Павелец — Елец и Куйбышев — Ртищево — Поворино — Лиски.

6. Запретить прицепку мелких транспортов и одиночных вагонов к прямым поездам и оперативным эшелонам, идущим через Поворино, Таловую, Лиски, Алексеевку, Валуйки, Кочетовку, Грязи, Елец, Узловую, Курск, Касторную, вызывающих маневровую работу с этими поездами на указанных станциях. В прямой поезд или оперативный эшелон до их полного веса могут быть включены мелкие транспорты и одиночные вагоны в том случае, если они следуют до конечного пункта таких поездов и эшелонов.

7. Начальникам передвижения войск взять под личный контроль работу узлов: Валуйки, Лиски, Таловая, Поворино, Балашов, Ртищево, Пенза, Батраки, Кочетовка, Бирюлёво, Узловая, Елец, Касторная, Грязи, Отрожка, Старобельск, Кондрашевская. Потребовать от военных комендантов этих станций исключительно чёткого выполнения своих обязанностей по обеспечению нормальной работы узлов и движения через них воинских грузов и эшелонов.

8. Для снабжения проходящих эшелонов продовольствием и горячей пищей на узлах и станциях тратить не более одного часа. Начальникам передвижения войск и военным комендантам организовать работу военно-продовольственных пунктов так, чтобы не допускать простоев эшелонов под снабжением свыше установленного срока.

Военным комендантам инструктировать каждого начальника эшелона о порядке подачи заявок на приготовление горячей пищи или заказов сухого пайка.
Заместитель Народного комиссара обороны
генерал-полковник интендантской службы А. Хрулёв[уточнить]
Воинским поездам, следующим для обеспечения формирований ВС СССР, участвующих в разгроме фашистских войск под Москвой и Сталинградом, была обеспечена скорость продвижения 800 и 1 000 километров в сутки при плане 500 километров в сутки.
Во время Великой Отечественной войны было использовано 419 157 воинских поездов (около 20 000 000 вагонов).
Во время Второй мировой войны группа армий «Центр» нацистская Германия (до 1 800 000 человек) обслуживало в среднем 1 700 поездов в месяц.
Во время Курской битвы общие советские воинские перевозки в район боевых действий достигли 540 000 вагонов, или в среднем 3 000 вагонов в сутки. Такие огромные воинские перевозки осуществлялись под постоянным воздействием авиации и артиллерии врага.
В годы Холодной войны в ходе локальных конфликтов имелись случаи успешного подавления железнодорожного снабжения штурмовой авиацией. В декабре 1971 года во время индо-пакистанской войны индийские ударные самолёты Су-7БКЛ стали «грозой» для пакистанских железных дорог. 30-мм снаряды пушек НР-30 без труда пробивали толстое железо паровозного котла, лишая поезд хода, а залп неуправляемых ракет сносил его с железнодорожного полотна. Так, на участке Касур-Монтгомери «сушки» полностью парализовали железнодорожное снабжение, а большинство локомотивов было выведено из строя. В ходе ирано-иракской войны в феврале 1986 года железно-дорожная станция №7 в иранском городе Хорремшехр во время разгрузки поезда с зенитными ракетами американского производства MIM-23 HAWK подверглась массированному авиаудару иракских истребителей-бомбардировщиков МиГ-23БН и Су-22. В результате налёта железнодорожная станция была полностью разрушена, а поезд с ракетами был уничтожен.
Сейчас воинским поездом считается[кем?][где?] поезд, имеющий в своём составе 30 и более вагонов (в двухосном исчислении), занятых воинским эшелоном (воинскими эшелонами, воинскими командами) или воинскими грузами. Воинский поезд формируется таким образом, чтобы крытые вагоны с личным составом формирований и действующими кухнями находились в средней части воинского поезда, а платформы и полувагоны с вооружением и боевой техникой — в головной и хвостовой частях поезда.
Вагоны для личного состава крытые четырёхосные из расчёта 65−75 человек в каждом, при этом запрещается[кем?] использовать для перевозки вагоны, использовавшиеся для перевозки кислот, ядовитых веществ и животных, также могут применяться[когда?] плацкартные и купейные вагоны.

## Типы
- военно-снабженческий поезд[12]
- воинско-товарный поезд[12]

## Фотографии
- Немецкий воинский поезд времён ПМВ с трофейными английским танками, 1917 год
- Германский воинский поезд в 1943 году. На переднем плане САУ Marder I
- Воинский поезд с танками «Абрамс», везут на модернизацию в Аннистон, 1990 год
- Воинский поезд с американскими ЗРК «Пэтриот», северная Польша (вблизи от польско-российской границы), 2010 год
- Воинский поезд с САУ 2С9 «Нона», 2009 год
- Воинский поезд ВСУ с гаубицами Д-20, 2016 год